# Industrie de la défense nationale turque

Drapeau de la Turquie.

L'industrie de la défense nationale turque est l'ensemble des activités humaines tournées vers la production militaire pour l'État turc.
Le matériel militaire de la Turquie comprend un large éventail d'armes, de chars, d'avions, de drones et de véhicules blindés. Plusieurs de ces deux derniers produits sont exportés.
L'industrie de défense turque a réalisé un chiffre d'affaires de 40 milliards de dollars avec 7,2 milliards de dollars d’exportations pour l'année 2024. 

## Histoire
Au cours des années 1950, pour faire face à son voisin soviétique, la Turquie a profité de l'aide militaire américaine.
La Turquie était devenue un État dépendant des aides militaires américaines après la fin de la Seconde Guerre mondiale. Dans les années cinquante, la somme des aides américaines militaires et économiques, représente 3,4 % du PIB. Après Israël et l’Égypte, la Turquie devenait le troisième destinataire en volume de l'aide militaire américaine. Le changement s'opère en 1968, après l'intervention de l'armée turque à Chypre sous l’impulsion d’Ecevit avec l'embargo américain sur la Turquie. La décision d'intervention prise par le gouvernement turc pour fonder une industrie militaire va se poursuivre et va renforcer les dynamiques internes de l'industrie.
L'industrie militaire turque est née après la guerre de Chypre, après un développement moindre dans les années 1980, depuis la fin des années 1990, l'industrie a pris un élan dans la conception et dans la recherche et le développement.

## Les principaux industriels turcs

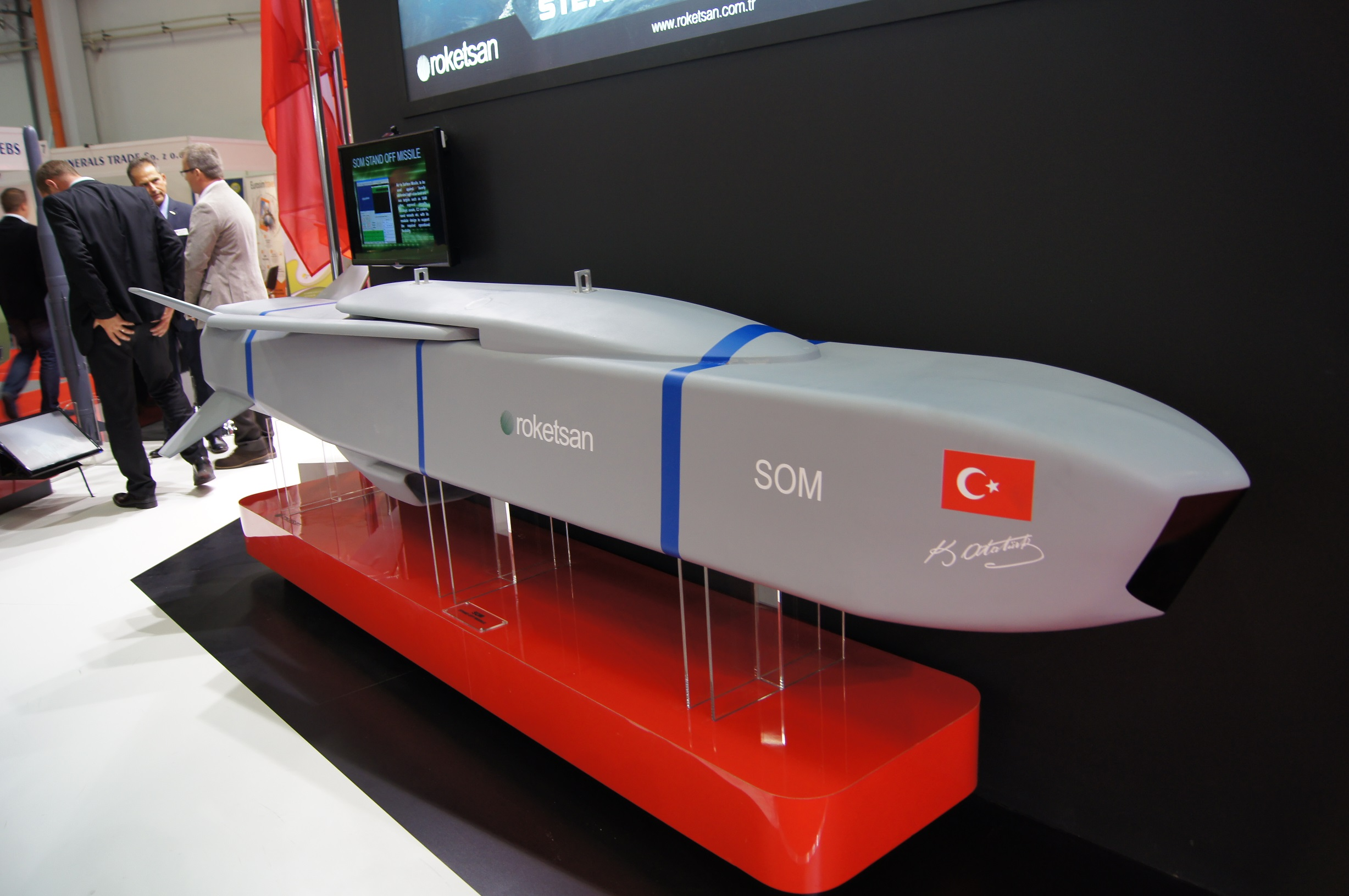
Le missile de croisière SOM fabriqué par Roketsan.

Les principaux industriels turcs sont :
- Aselsan, 3 000 employés, fabrication sous licence américaine et désormais développement d’une gamme complète d’équipement et de systèmes électroniques et optroniques de défense. Cette société est incontournable.
- Havelsan, autre filiale de la Fondation, entreprise de logiciels.
- FNSS Savunma Sistemleri, coentreprise entre la société industrielle NUROL et United Defense (États-Unis) FNSS fabrique sous licence la gamme complète des blindés moyens AIFV pour les besoins nationaux et a enregistré des succès à l’exportation.
- Société des industries mécanique et chimique (MKEK), 7 000 employés, fabrique des munitions et des fusils d’assaut (MPT-76) de tous types et de tous calibres.
- Roketsan, produit des roquettes et des missiles tactiques. En juillet 2025, l’entreprise dévoile lors de l’IDEF le Tayfun Block-4, le premier missile balistique hypersonique du pays[4].
- Otokar, dont les produits militaires sont des véhicules blindés légers.
- Turkish Aerospace Industries, 15 000 employés. TAI produit sous licence les chasseurs Lockheed F-16, les avions de transport tactiques EADS CASA CN 235 et les hélicoptères Eurocopter AS 532 ; TAI est associé au programme de transport militaire A400M.
- Tusaş Engine Industries est licencié de General Electric pour la fabrication du réacteur du F-16.
- BMC Otomotiv (en), produits des véhicules blindés ; Kirpi et Vuran (en).

## Les principaux programmes en cours ou prévus

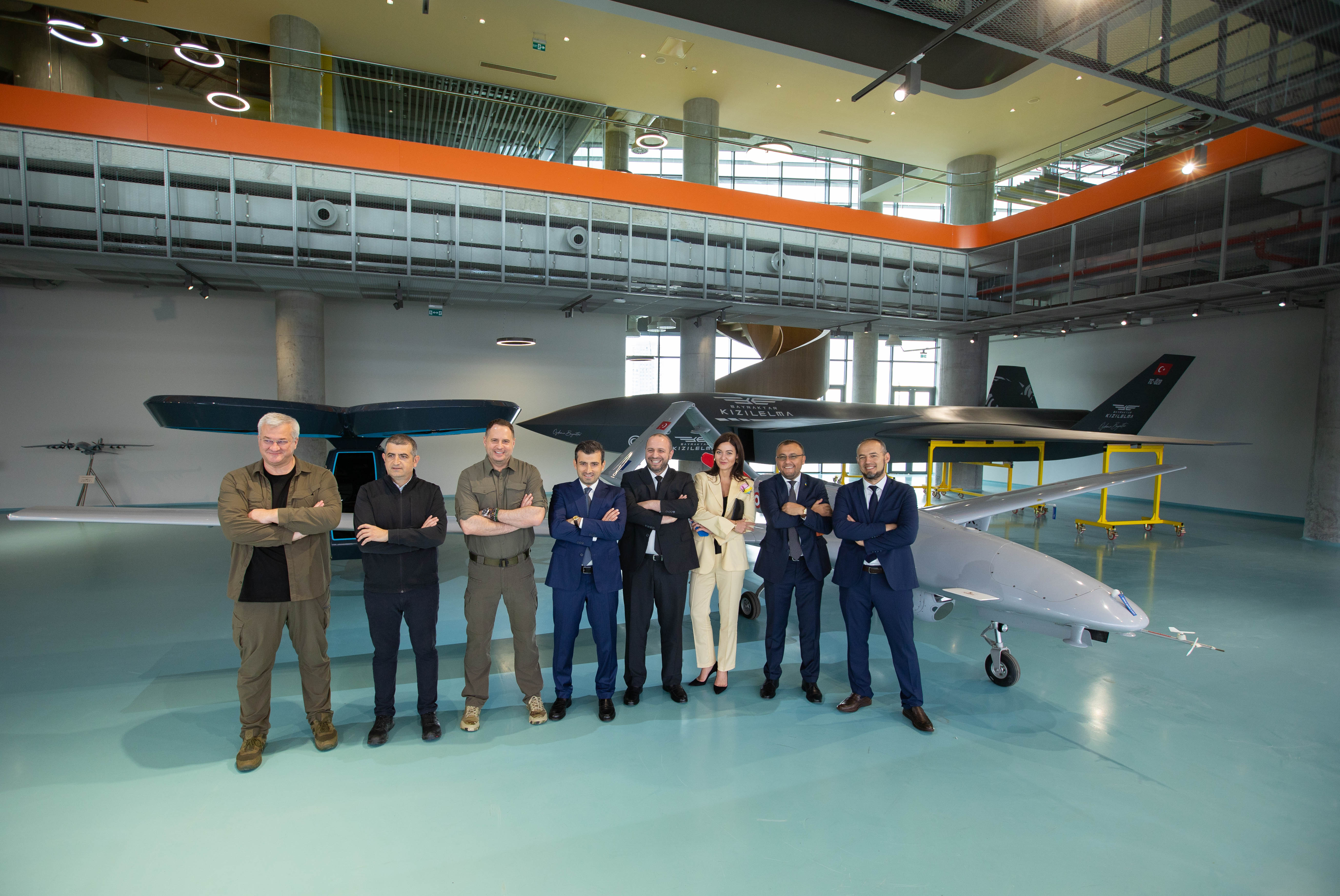
Le Bayraktar Kızılelma (derrière) avec l’équipe Baykar et Andryi Yermak (devant).

### Pour les forces aériennes
- La Turquie avait participé au développement du chasseur de cinquième génération F-35. Le programme d’acquisition avait été compris pour 100 appareils. Le principal industriel turc était TAI. Après l’exclusion de la Turquie du projet F-35, TAI envisage de produire son propre avion de chasse (TF Kaan), prévu pour 2030.
- TAI participe au développement de l’avion de transport militaire A400M d'Airbus Defence and Space, dont 10 exemplaires ont été livrés pour les besoins turcs.

### Pour la marine
- La Turquie fabrique dans ses arsenaux six sous-marins type 214 sur plans allemands.
- Il en est de même de 8 frégates de  Classe İstif.
- De nouvelles corvettes lance-missiles, multimissions de classe Ada sont livrées à partir de 2011.
- Projet MUGEM (en). Initiative de la marine turque visant à construire un porte-avions entièrement national. MUGEM est l'acronyme turc de Milli Uçak Gemisi, qui signifie « porte-avions national ». La construction du premier porte-avions de classe MUGEM a débuté le 2 janvier 2025.

### Pour l’armée de terre
- Le char Altay sera équipé d'un moteur turque, le BATU, développé par BMC Power. Ce moteur remplacera le moteur sud-coréen DV27K actuellement utilisé.
- Modernisation des chars M60 en M-60T Sabra III, sous maîtrise d'œuvre d’IMI.
- Développement d’un transport de troupe à roues RN-94 avec la Roumanie.

## Aujourd'hui
La Turquie a été fortement tributaire des importations de la défense au début des années 2000, mais cela a commencé à changer, avec les achats directs d'armes provenant d'entreprises étrangères qui constituent aujourd'hui 10 pour cent seulement des besoins totaux de l'industrie de la défense de la Turquie.
Selon un rapport préparé par le Sous-Secrétariat à l'industrie de la défense (SSM) en janvier 2012, seulement 10 pour cent des besoins du pays l'industrie de la défense ont été directement pris en charge par des sociétés étrangères en 2011, alors que la plupart de ses besoins sont actuellement satisfaits par des entreprises locales et consortiums communs.
Dans le cadre d'une nouvelle politique vigoureuse adoptée au cours de la dernière décennie, les entreprises de la défense nationale ont été favorisés par l'achat d'armes pour alimenter l'industrie de la défense du pays, indique le rapport du SSM. La dépendance de la technologie étrangère a diminué au-dessous de 50 pour cent au cours de la dernière décennie, qui a marqué des progrès substantiels dans le domaine de la défense par rapport à il y a dix ans, lorsque 80-85 pour cent des besoins de défense de la Turquie ont été satisfaits par l'importation étrangère.
Ces dernières années, la Turquie a produit son propre navire de guerre, des blindés et des véhicules aériens sans pilote (drone), appelé Anka, pour remplacer les drones de fabrication israélienne Héron.
Dans le cadre de l'objectif de renforcer l'industrie de défense du pays, une quantité considérable d'argent a été dépensé sur des projets de recherche et de développement où les entreprises turques sont soit le seul producteur ou le producteur principal dans un consortium commun.
Alors qu'en 2002, alors que la Turquie dépensée 5,5 milliards de dollars sur des projets de recherche de défense, 27,3 milliards de dollars ont été dépensés en 2011 pour faciliter l'innovation et le développement technologique de l'industrie de la défense.
La production locale est devenue une condition dans de nombreux contrats concernant l'achat d'armes, ouvrant la voie à d'énormes investissements dans cette industrie étant faites par les entreprises nationales, qui ont également bénéficié d'un soutien financier de l'État. Malgré la crise économique de 2001 et son impact profond sur le chômage et d'autres politiques sociales dans les années qui ont suivi, Il n'y a pas eu de coupure pour les dépenses de défense en Turquie.

## Principaux clients
L'émergence d'une industrie de défense, séduit de nombreux clients à travers le monde:
 Pakistan
 Arabie saoudite
 Qatar
 Malaisie
 Géorgie
 Nigeria
 Slovénie
 Émirats arabes unis
 Libye
 Chypre du Nord
 Roumanie
 Turkménistan
 Kazakhstan
 Kirghizistan
 Azerbaïdjan
 Philippines
 Maroc
 Mali
 Somalie
 Ukraine
 Pologne

## Exportation
| Classement | Pays            | 2014 | 2015 |
| ---------- | --------------- | ---- | ---- |
| 1          | Arabie saoudite | 27   | 107  |
| 2          | Azerbaïdjan     | 77   | 57   |
| 3          | Kazakhstan      | 11   | 30   |
|            | Autres          | 380  | 263  |

Note : Près de la moitié des États africains ont signé un accord de coopération en matière de défense avec la Turquie, à ce jour, 14 États (Burkina Faso, Tunisie, Tchad, Maroc, Ghana, Kenya, Mali, Mauritanie, Niger, Nigéria, Sénégal, Somalie, Rwanda et Ouganda) ont importé diverses armes et véhicules militaires produit en Turquie.

## Entreprises de défense turques

### Véhicules
- ASMAŞ
- BMC
- FNSS
- HEMA
- MTU
- Nurol
- Otokar

### Électronique et guerre électronique
- Aselsan
- AYESAŞ
- EHSİM
- ESDAŞ
- GATE
- HTR
- MİKES
- NETAŞ
- SAVRONİK
- SELEX
- SIEMENS
- TUBITAK-UEKAE
- Vestel
- YALTES
- YÜKSEK TEKNOLOJİ
- ALP
- Baykar
- BÜYÜKMIHÇI
- GLOBAL
- KALEKALIP
- TAI
- TEI

### Roquettes et missiles
- BARIŞ
- GİRSAN
- MKEK
- Canik Arms
- Roketsan
- SARSILMAZ
- TAPASAN
- TİSAŞ

### Navires et embarcations
- RMK
- SEDEF
- YONCA-ONUK
- YILDIZ

### Technologie informatique
- C TECH
- HAVELSAN
- KOÇ SİSTEM
- KALETRON
- METEKSAN
- MİLSOFT
- STM

## Développement national
Certains des équipements militaires mis au point localement sont les suivants :

### Les armes légères
- Kale KCR556 (en) (Fusil d’assaut utilisé par la Jandarma)
- Fusil d’assaut (MPT-76)
- SAR-56 (tr)
- Fusil d'assaut (MKE-T50)[6]
- Fusil automatique (Kaan 717)
- Fusil d’infanterie semi-automatique (TLS-571)
- Sniper (KNT-76)
- Sniper (BORA-12)
- Sniper (KALE KSR127B)[7]
- Sniper (KN12)
- Sungur MANPAD (en)
- Mitrailleuse (CANIK M2F)[8]
- Pistolet (CANIK MC9 PRIME)
- Pistolet (Fatih 13 - 7,65 mm)[9]
- Pistolet (Kanuni S - 9 mm)[10]
- Pistolet (ZIGANA Caliber C45)[11]
- Pistolet (ZIGANA F - 9 mm)[12]
- Pistolet (ZIGANA K - 9 mm)[13]
- Pistolet (ZIGANA M16 - 9 mm)[14]
- Pistolet Zigana (en) (ZIGANA Sport) - 9 mm])

### Armes lourdes
- Aselsan STAMP (en)
- Aselsan Spaag

### Chars de combat
- Altay T1

### Artillerie
- T-155 Fırtına (canon automoteur)
- T-155 Panter (en) (obusier)
- T-122 (lance-roquettes multiple)
- B-611 Yıldırım (en) (missile balistique d'une portée de 150 km)
- Tayfun (en) (missile balistique)
- TRG-230 (en)
- Roketsan 107 mm
- TOROS-230 (en) (lance-roquettes multiple 230 mm)
- TOROS-260 (en) (lance-roquettes multiple 260 mm)
- Boran (Mortier)

### Blindés
- Otokar Cobra[15]
- Otokar Cobra II (en)
- BMC Kirpi
- Kaplan MT / Harimau (en)
- BMC Vuran
- Otokar Arma (en)
- Otokar Alpar (en)[16]
- NMS 4x4 Yörük (Nurol Makina)
- Otokar Yavuz (en)
- Otokar Akrep (en)
- Otokar Akrep II (en)
- EJDER 6x6 TTZA
- Otokar - Kaya 4x4
- BMC MRAP
- Katmerciler Hızır (en)
- FNSS ACV-30 (en)
- TIFV (blindé de combat d'infanterie)[17]
- FNSS Pars[18]
- FNSS Zaha
- Otokar Kale (en)
- Otokar Ural (en)
- Amazon (4x4)[19]
- BMC Altug (8x8)
- Derman (8x8)[20] (Véhicule logistique)
- Véhicule logistique (BMC Otomotiv)[21]

### Drones
- Anka-A (TIHA-A) (Drone Hale)
- Bayraktar Mini UAV (drone de surveillance)
- Bayraktar TB2
- Baykar Bayraktar TB3
- Baykar Bayraktar Kızılelma
- Baykar Bayraktar Akıncı
- TAI Anka-3
- TAI Aksungur
- STM Kargu (en)
- TAI Turna (en) (drone de surveillance)
- TAI Gözcü (en) (drone tactique)
- Bayraktar VTOL (en)
- Kuzgun (drone zeppelin)
- SONGAR IHA (en)

### Embarcations et navires
- ONUK MRTP 15
- ONUK MRTP 16
- ONUK MRTP 16U
- ONUK MRTP 20
- ONUK MRTP 29
- ONUK MRTP 33
- Milgem (corvette)
- MUGEM (en)
- STM-500
- MILDEN
- TF-100 (frégate légère, en projet)
- TF-2000 (frégate lourde, en projet)
- TCG Trakya (en projet)

### Systèmes anti-aériens
- ATILGAN PMSS (en)
- Aselsan Zıpkın
- Aselsan Bora
- KORKUT
- HISAR A+/O+ (en)
- SIPER (en)

### Missiles et roquettes anti-char
- UMTAS (en) (Missile anti-char long portée)
- OMTAS[22] (Missile anti-char moyenne portée)
- Roketsan Roketsan Cirit (en) 2,75\" (missile à guidage laser)
- SOM (missile de croisière)
- MAM-L, MAM-C, MAM-T (bombes guidées par laser)
- Bozok[23] (missile à guidage laser)
- Peregrine (en) (missile air-air)
- Bozdoğan (missile air-air)
- Çakır (en) (missile de croisière)
- Atmaca (missile antinavire)
- IHA-230[24]
- IHA-122
- KAYI-30[25]
- Kuzgun[26]´[27]
- Kemankes 1
- Kemankes 2
- TOLUN (Baykar)

### Radars
- Aselsan ARS 2000 (radar aérien, 40 km de portée)
- Kalkan (radar) (radar courte et moyenne portée)
- ALP 100-G
- Aselsan EIRS (en) (radar longue-portée)
- ALP 300-G (en) (radar longue-portée)
- Akrep-1000G

### Guerre électronique
- KORAL
- VURAL

### Hélicoptère
- TAI T-129 ATAK
- TAI T-929 ATAK 2
- TAI T-70 (Version turque du S-70 Blackhwack).
- TAI T925
- TAI T625
- TAI T629 (en)

### Avion
- TAI Hürkuş
- TAI Hürjet
- Baykar Bayraktar Kızılelma
- TAI TF Kaan

### Moteurs
- TEI-PD170
- TEI TS1400
- TEI-TF6000[28]
- TEI-TF10000[29]
- TEI-PD180ST[30]
- TEI-PD222ST[31]
- TEI-TJ300[32]
- TEI-TF35000[33],[34]
- BMC BATU[35]
- BMC TUNA

## Coopération internationale
Les États-Unis dirigent depuis 2008 un programme de développement d’un avion militaire monoplace, furtif, multi-rôles, de cinquième génération, le F-35 Lightning II. La Turquie y joue un rôle non négligeable : une dizaine de fournisseurs turcs devaient fabriquer plus de 900 appareils, dont 400 à fournisseur unique, c’est-à-dire produites uniquement par les industries turques. Néanmoins, après la décision d'Ankara d'acheter des S-400 à la Russie (accord signé en septembre 2017); les États-Unis ont exprimé leur crainte, en cas d’intégration de ces missiles sol-air dans le dispositif militaire turc, que les Russes puissent obtenir de nombreuses informations sensibles sur les technologies de haute volée utilisées par les F35, notamment en matière de furtivité.